# Neuville-lès-Lœuilly
Neuville-lès-Loeuilly är en kommun i departementet Somme i regionen Hauts-de-France i norra Frankrike. Kommunen ligger i kantonen Conty som tillhör arrondissementet Amiens. År 2018 hade Neuville-lès-Loeuilly 129 invånare.

## Befolkningsutveckling
Antalet invånare i kommunen Neuville-lès-Loeuilly
| Referens: INSEE |